# 寇準

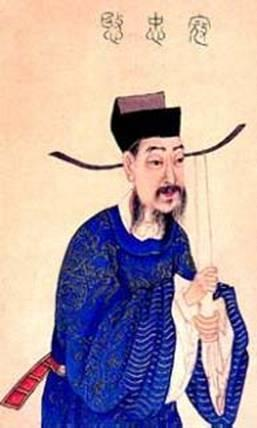
寇準画像

寇準（961年—1023年10月24日），字平仲，华州下邽（今陕西渭南）人，北宋名相。與白居易、張仁願並稱「渭南三賢」。
景德元年（1004年）拜相，任同平章事，時遼國侵宋，宋有遷都避難之議；但寇準力主宋真宗御駕親征，後宋遼雙方訂立「澶淵之盟」，宋得以不亡。景德三年（1006年），被王欽若等排擠，失去相國之位。天禧元年（1017年）又拜相。後又遭到丁謂等人構陷，貶雷州司戶參軍。天聖元年（1023年），病逝於雷州。宋仁宗時追復太子太傅，贈中書令、萊國公，諡忠愍。人稱寇忠湣、寇萊公。
寇準善詩能文，七絕蕴藉深婉，风神秀逸，有晚唐风调，而无宋人习气，南宋胡仔说他“诗思凄惋，盖富于情者”。今傳《寇忠湣詩集》三卷。
虽然寇準並非山西人，但民间却又称寇準为寇老西儿，更有同名电视剧。

## 生平

### 早年與澶渊之盟
建隆二年（961年）七月，生于大名府。太平兴国五年（980年）进士及第，授大理寺評事（階官，從八品下），知歸州巴東。八年（983年），知大名府成安縣。每期會賦役，未嘗輒出符移，唯具鄉里姓名揭縣門，百姓莫敢後期。雍熙元年（984年），迁殿中丞（階官，從五品下）、通判鄆州事。端拱元年（988年）五月，太宗召见，试《御戎论》，称旨，召試學士院，授右正言（階官，從八品上）、直史館（職）、赐绯袍银鱼，為三司度支推官（差遣），轉鹽鐵判官（差遣）。會詔百官言事，而準極陳利害，帝益器重之，謂宰相曰“朕慾擢用寇準，當授何官？”，宰相請用為開封府推官，太宗曰“此官豈所以待準者耶？”，宰相請用為樞密院直學士、太宗沉思良久，曰“且使為此官可也”。二年（989年）七月，擢虞部司郎中（階官，從五品上）、樞密院直學士（職，正三品）、赐金紫、判吏部東銓。嘗奏事殿中，語不合，帝怒起，準輒引帝衣，令帝復坐，事決乃退。上由是嘉之，曰：「朕得寇準，猶文皇之得魏徵也。」。淳化二年（991年）四月，授左谏议大夫（階官，正四品下）、充枢密副使（差遣），寻改同知枢密院事、封上谷县开国男。準與知樞密院事張遜數爭事上前。他日，與溫仲舒偕行，道逢狂人迎馬呼萬歲，判左金吾王賓與遜雅相善，遜嗾上其事。準引仲舒為證，遜令賓獨奏，其辭頗厲，且互斥其短。帝怒，謫遜。四年（993年）六月，罷知樞密院事。十月，出知青州。帝顧準厚，既行，念之，常不樂。語左右曰：「寇準在青州樂乎？」對曰：「準得善藩，當不苦也」數日，輒復問。左右揣帝意且復召用準，因對曰：「陛下思準不少忘，聞準日縱酒，未知亦念陛下乎？」帝默然。五年（994年）九月，召還，除參知政事、進上谷郡開國侯。太宗延近臣問時政得失，眾以天數對。準對曰：「《洪范》天人之際，應若影響，大旱之證，蓋刑有所不平也。」太宗怒，起入禁中。頃之，召準問所以不平狀，準曰：「願召二府至，臣即言之。」有詔召二府入，準乃言曰：「頃者祖吉、王淮皆侮法受賕，吉贓少乃伏誅；淮以參政沔之弟，盜主守財至千萬，止杖，仍復其官，非不平而何？」太宗以問沔，沔頓首謝，於是切責沔，而知準為可用矣。至道元年（995年），加給事中（階官，正四品上）。二年（996年）七月，罷參知政事、出知鄧州。三年（997年），遷工部侍郎（階官，正四品下）。
咸平元年（998年）五月，移知河陽軍。二年（999年）八月，改知同州。三年（1000年）五月，為通判事劉拯所訴，改知鳳翔府。五年（1002年）五月，權知開封府。六年（1003年）六月，轉兵部侍郎，任三司使（差遣）、進封上谷郡開國公。景德元年（1004年）八月，与吏部侍郎毕士安一同拜相，授集賢殿大學士、同中書門下平章事。九月，契丹南下侵宋，包围了瀛洲等河北地区，朝野震惊，參知政事王钦若、簽書樞密院事陈尧叟皆主张迁都昇州和益州以逃避兵鋒；唯寇準力主真宗亲征，反对南迁。真宗抵达澶州（今河南濮阳）后，寇準力促宋真宗登上澶州北城門樓以示督戰，「諸軍皆呼萬歲，聲聞數十里，氣勢百倍」。宋將張環伏弩射杀辽军主帅挞览，于是订立了“澶渊之盟”。

### 為相與朝爭
景德二年（1005年）十一月，加中書侍郎（加官，正三品）、進工部尚書（階官，正三品）。當時朝廷無事，寇準生活奢侈，“尤好夜宴劇飲，雖寢室亦燃燭達旦。”帝亦待寇準極厚，王欽若很是嫉妒，乘機挑撥離間，讒言中傷，欽若說：「城下之盟，《春秋》恥之，澶淵之舉，是城下之盟也。以萬乘之貴而為城下之盟，其何恥如之！」又說：「寇準之孤注也，斯亦危矣。」三年（1006年）二月，因王欽若等人排擠，罷相，進刑部尚書（階官，正三品）。三月，出知陝州。
大中祥符元年（1008年），從封泰山。十一月，遷戶部尚書（階官，正三品）。十二月，知天雄軍（差遣）。祀汾陰，命提舉貝、德、博、洺、濱、棣巡檢捉賊公事。四年（1011年）四月，遷兵部尚書（階官，正三品）。五年（1012年）五月，為都大提舉河北巡檢。六年（1013年）十二月，權東京留守。七年（1014年）六月，除樞密使（差遣）、同中書門下平章事、遷檢校太尉。林特為三司使，以河北歲輸絹闕，督之甚急。而準素惡特，頗助轉運使李士衡而沮特，且言在魏時嘗進河北絹五萬而三司不納，以至闕供，請劾主吏以下。然京師歲費絹百萬，準所助才五萬。帝不悅，謂王旦曰：「準剛忿如昔。」旦曰：「準好人懷惠，又欲人畏威，皆大臣所避。而準乃為己任，此其短也。」。八年（1015年）四月，罷樞密使、授武勝軍節度使（階官，從二品）、同中書門下平章事。五月，知河南府事兼西京留守。九年（1016年）二月，徙判永興軍。
天禧元年（1017年）二月，改山南東道節度使，判襄州事。時巡檢朱能挾內侍都知周懷政詐為天書，上以問王旦。旦曰：「始不信天書者準也。今天書降，須令準上之。」準從上其書，中外皆以為非。三年（1019年）六月，拜中書侍郎（階官，正三品）兼吏部尚書（階官，正三品）、同中書門下平章事（差遣，宰相）、集賢殿大學士（職）、景靈宮使（祠祿官）。十二月，祀南郊，進尚書省右僕射（階官，從二品）。

### 貶謫與晚年
因與宦官周懷政等人密謀太子監國、廢劉氏，黜丁谓。事洩，四年（1020年）六月，罷相，授太子太傅（加官，太子三師，從一品），封萊國公（爵，從一品）。時百姓编有顺口溜：“欲得天下宁，须拔眼前丁。欲得天下好，不如召寇老。”被贬后，一天宋真宗问：“吾目中久未见寇准，何也？”左右畏丁謂之淫威，竟不敢言。七月，降授太常寺卿（階官，正三品）、知相州事。八月，徙知安州，途中貶銀青光祿大夫、道州司馬。乾興元年（1022年）二月，再貶將仕郎（散官、從九品下）、雷州司戶參軍（階官，從八品下）。
後丁謂同黨雷允恭因先帝陵寝工程事故，坐“擅移皇堂”罪，丁谓受牵连，降授太子太保。後丁谓以“前后欺罔”罪遭貶為崖州司戶參軍，路过雷州时，寇準派人送一蒸羊在路迎他。丁谓想见寇準，但寇準拒絕。南宋叶李赋有一诗：“雷州户，崖州户。人生会有相逢处。客中颇恨乏蒸羊，聊赠一篇长短句。”
天聖元年（1023年）九月，除銀青光祿大夫（散官，從三品）、檢校國子祭酒、衡州司馬。七日，卒，年六十三。明道二年（1033年）三月，追復開府儀同三司（散官，從一品）、太子太傅。十一月，贈中書令（贈官，正二品）、復萊國公。景佑二年（1035年）七月，賜諡曰忠愍（危身奉上曰忠 佐國遭憂曰愍）。皇祐四年（1052年），仁宗詔命翰林學士孫抃撰神道碑，帝為篆其首曰“旌忠”。紹聖二年（1095年）建祠廟于雷州。紹興五年（1135年），賜御匾曰旌忠。留有《寇莱公集》。

### 家族
- 曾祖：寇賓，追封燕國公
- 曾祖母：白氏，追封許國太夫人
- 祖：寇延良，追封陳國公
- 祖母：鄭氏，追封陳國太夫人
- 父：寇湘，追封晉國公，贈尚書令
- 母：趙氏，追封曹國太夫人
- 弟：寇雍，大理寺丞[4]
- 妻：許氏，晉國夫人
- 妻：宋氏，晉國夫人，宋偓女，開宝皇后妹
- 子：寇随，过继
  - 孙：寇諲，赞善大夫
  - 孙：寇诵，大理寺评事
  - 孙：寇誠，大理寺评事
  - 孙：寇諭，未仕
- 女：寇氏，适枢密使、吏部侍郎、同中书门下平章事王曙
- 女：寇氏，适太府寺卿毕庆长
- 女：寇氏，毕庆长继室
- 女：寇氏，适司封司员外郎、直史馆张子皋

## 軼事
- 五歲登華山：“只有天在上，更無山與齊。舉頭紅日近，回首白雲低。”
- 寇準年輕時曾寫詩「到海只十里，過山應萬重。」一語成讖，最後卒於東南門至海岸只有十里遠的雷州，遠離家鄉萬里。
- 寇準被貶雷州后，當時好事者相語曰「若見雷州寇司戶，人生何處不相逢。」[5]

## 爭議
宋朝開國之初，宋太祖趙匡胤曾於禁中勒石告誡臣子：“後世子孫無用南士作相，內臣主兵。”因此將、相大多為北方人，北方籍官員大多瞧不起南方籍士子及官員，寇準亦是如此。
景德二年五月十二日（1005年6月21日）十二歲的姜蓋與十四歲的晏殊，皆因才智出眾而聲名遠播，宋真宗特地下詔要兩人入宮考試。晏殊試詩、賦各一首，姜蓋則試詩六首，晏殊屬辭敏贍，深得宋真宗讚賞。寇準為了想遏止宋真宗提拔晏殊，便對宋真宗說：“殊外江人。”宋真宗則反問寇準：“張九齡非江外人邪？”又對其說：“朝廷取士，惟才是求，四海一家，豈限遐邇？如前代張九齡輩何嘗以僻陋而棄置耶？”並力排眾議賜晏殊進士出身。
大中祥符八年三月二十三日（1015年4月14日）科舉，宋真宗於崇政殿復考，並選出進士蔡齊以下百九十七人，並賜及第，六人同出身。又賜六舉以上特奏名進士七十八人同三禮出身，賜諸科三百六十三人及第、同出身，當時宋真宗要從蕭貫與蔡齊兩人之間選出狀元，蕭貫為南方江南路新喻（今江西新余）人，蔡齊則為北方京東路膠水（今山東平度）人，蔡齊儀狀秀偉，舉止端重，宋真宗已屬意蔡齊為狀元，加上寇準厭惡南方人，又說：“南方，下國人，不宜冠多士。”蔡齊遂奪得狀元。因此寇準每逢遇到同事都會說：“又與中原奪得一狀元。”

## 評價
宋朝張詠：「寇公奇材，惜學術不足爾。」 「寇准真宰相也。」「人千言而盡，準一言而盡。然仕太早，用太速，不及學爾。」
宋朝呂蒙正：「準輕脫好取聲譽」
宋朝王旦：「騃。」
宋朝范仲淹：「大忠。」
宋朝王安石：「歡盟從此至今日，丞相萊公功第一。」
宋朝司馬光：「近世寇萊公（寇準封莱國公）豪侈冠一時，然以功業大，人莫之非，子孫習其家風，今多窮困。」
宋朝魏野：「有官居鼎鼐，無地起樓台。」
宋朝高晦叟：「寇萊公當國，契丹入境，河朔戒嚴，朝論二三，未知適從，獨公勸上親征澶淵，得以振士氣。」
明朝戴嘉猷：「萬古忠魂依海角，當年枯竹到雷陽。」

## 影視作品
- 《十四女英豪》(1972) 由杨志卿飾演
- 《一門英烈穆桂英》(1989) 由金超群飾演
- 《杨家将》(1991) 由马昌钰饰演
- 《寇老西儿》(1997) 由葛優飾演
- 《杨门虎将》(2005) 由赵帅飾演
- 《大宋奇案之狸猫换太子传奇》(2005) 由梁冠華飾演
- 《少年杨家将》(2006) 由张柏俊飾演
- 《大宋宮詞》(2021) 由梁冠華飾演